# Леспези (Бакау)
Леспези (рум. Lespezi) насеље је у Румунији у округу Бакау у општини Гарлени. Oпштина се налази на надморској висини од 193 m.

## Становништво
Према подацима из 2002. године у насељу је живело 2564 становника.

### Попис2002.
| Расподела становништва по националности 2002.‍ | Расподела становништва по националности 2002.‍ | Расподела становништва по националности 2002.‍ | Расподела становништва по националности 2002.‍ | Расподела становништва по националности 2002.‍ |
| --------------------------------------------- | --------------------------------------------- | --------------------------------------------- | --------------------------------------------- | --------------------------------------------- |
|                                               |                                               |                                               |                                               |                                               |
| Румуни                                        | Румуни                                        |                                               | 2.517                                         | 98,3%                                         |
| Мађари                                        | Мађари                                        |                                               | 22                                            | 0,9%                                          |
| Чанго                                         | Чанго                                         |                                               | 21                                            | 0,8%                                          |